# Bysjöholmarna-Fullsta
Bysjöholmarna-Fullsta este o arie protejată (arie specială de conservare — SAC, sit de importanță comunitară — SCI) din Suedia întinsă pe o suprafață de 416,7 ha, integral pe uscat.

## Localizare
Centrul sitului Bysjöholmarna-Fullsta este situat la coordonatele 60°10′41″N 16°30′55″E / 60.1781°N 16.5152°E.

## Înființare
Situl Bysjöholmarna-Fullsta a fost declarat sit de importanță comunitară în ianuarie 1998 pentru a proteja 2 specii de plante. Situl a fost protejat și ca arie specială de conservare în martie 2011.

## Biodiversitate
Situată în ecoregiunea boreală, aria protejată conține 7 habitate naturale: Pajiști fino-scandinave uscate până la mezice, bogate în specii de altitudine mică, Ape stătătoare oligotrofe până la mezotrofe, cu vegetație de Littorelletea uniflorae și/sau de Isoëto-Nanojuncetea, Păduri aluvionare cu Alnus glutinosa și Fraxinus excelsior (Alno-Padion, Alnion incanae, Salicion albae), Păduri de conifere pe eskere fluvioglaciare sau legate la acestea, Taiga vestică, Pajiști aluvionare boreale nordice, Pajiști cu Molinia pe soluri calcaroase, turboase sau argilos-nămoloase (Molinion caeruleae).
La baza desemnării sitului se află mai multe specii protejate de  plante (2): Dichelyma capillaceum, Persicaria foliosa.